# スワローズCafe
『スワローズCafe』（スワローズカフェ）は、フジテレビで2007年4月3日から2010年3月23日まで放送されていた関東ローカルのミニ番組である。ヤクルトの一社提供。

## 概要
- 主にプロ野球球団東京ヤクルトスワローズについての情報を紹介するという番組である。毎回選手、あるいはスワローズファンの若手女優・グラビアアイドルで結成した球団公認のサポーター「つばめッ娘クラブ」[1]のメンバーが週代わりで出演し、試合観戦のお供となる周辺スポットの話題も紹介された。また視聴者プレゼントとして神宮開催の主催ホームゲームにおいての観戦ペアチケットと番組特製マグカップセットが贈られた。（携帯電話サイトにて募集）
- 秋田テレビでは毎年6月下旬ないし7月上旬にこまちスタジアムで開催されるヤクルト戦のプロモーションを兼ねて4月〜開催週の期間に限り放送されていたが、2009年は秋田での開催が見送られた事で放送も見送られた。なお、2010年は2年ぶりに秋田で開催される事から1月5日～最終回まで放送された。
- 後継番組として、2010年4月4日より日曜日5:25 - 5:30の時間帯にて「スワローズキッズアカデミー」が放送開始。

## 出演者
- 東京ヤクルトスワローズの選手、コーチなど。
  - 最終回のゲストは高田繁監督が出演した。

## ナレーター
- 阿部知代